# Nella terra del sangue e del miele
Nella terra del sangue e del miele (In the Land of Blood and Honey) è un film del 2011 scritto e diretto da Angelina Jolie.

## Trama
Durante la guerra in Bosnia ed Erzegovina, Ajla, una donna bosgnacca tenuta prigioniera in un campo di concentramento, e Danijel, un soldato serbo, vivono una storia d'amore, nonostante siano immersi nelle atrocità del conflitto.

## Produzione

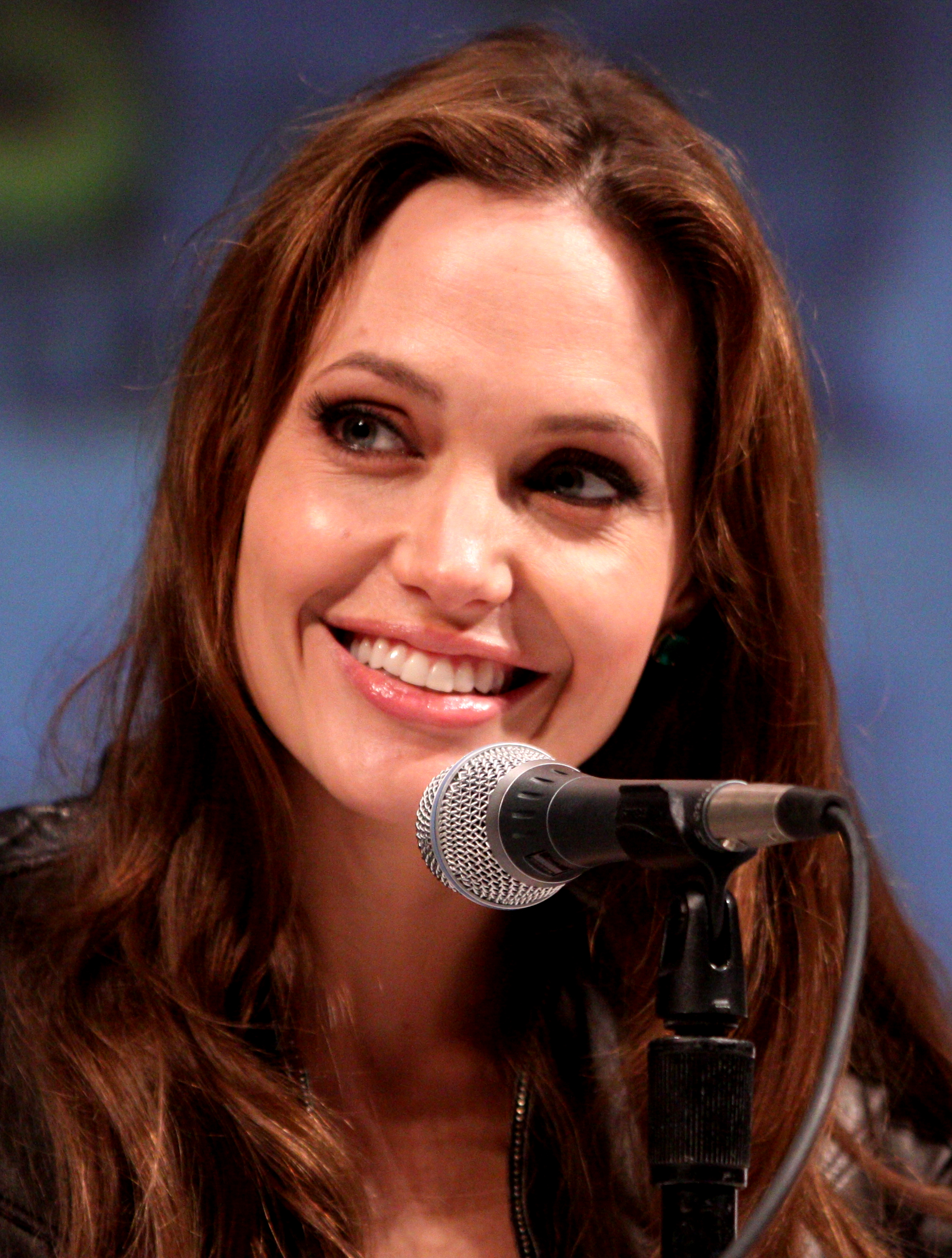
Angelina Jolie, regista e sceneggiatrice del film

Il film segna il debutto da regista di Angelina Jolie, anche autrice della sceneggiatura. Nel mese di settembre 2010 iniziò il casting, con la selezioni di attori provenienti dai paesi in cui il film è ambientato: Ungheria e Bosnia. I primi attori ad essere ingaggiati furono Zana Marjanović, interprete della protagonista Ajla, che definì «favolosa» la trama; Rade Šerbedžija e Nikola Djuricko. Goran Kostic fu invece l'interprete del co-protagonista Danijel, il soldato di cui Ajla si innamora; il resto del cast include Branko Đurić, Jasna Beri, Dolya Gavanski e Miloš Timotijević.
Il film, prodotto dalla GK Films, fu finanziato da Graham King, presidente della Initial Entertainment Group, e dal suo socio Tim Headington. Angelina Jolie, presentando il film, spiegò che anche se è ambientato specificamente nella guerra bosniaca, volle dare al film un carattere più generale, analizzando come i comportamenti e le relazioni umane siano profondamente colpite all'interno di una guerra.
Le riprese si svolsero principalmente nei dintorni di Budapest e di Esztergom, in Ungheria. Angelina Jolie aveva presentato una richiesta d'autorizzazione per girare il film anche in Bosnia, ma il governo bosniaco la respinse, formalmente a causa di una documentazione non corretta, anche se il Ministro della Cultura Gavrilo Grahovac espresse preoccupazioni in merito agli eventuali contenuti, di cui non era stato informato in dettaglio. Poco dopo l'inizio delle riprese, perplessità furono espresse anche dall'associazione che rappresenta le donne vittime della guerra del 1992-1995, secondo cui il film rappresenta una «distorsione della verità» in merito alle sofferenze che dovettero affrontare le donne nei campi di detenzione. Angelina Jolie rispose invitando a non giudicare la pellicola prima di averla vista e si mostrò disponibile ad incontrare rappresentanti dell'associazione per discutere in dettaglio i temi affrontati nel film. Dopo la fine della fase di produzione, quando il film venne mostrato ad alcune associazioni di sostegno alle vittime del conflitto, il lavoro effettuato da Angelina Jolie venne invece molto apprezzato; il presidente di un'associazione in ricordo delle vittime del massacro di Srebrenica giudicò il film «obiettivo e sincero», ringraziando i produttori per l'impegno intellettuale e finanziario.
Il 2 dicembre 2011 lo scrittore bosniaco-croato Josip Knežević avviò un'azione legale contro Angelina Jolie e gli altri produttori, accusandoli di plagio in merito ad un suo racconto del 2007, intitolato Slamanje duše. La Jolie minimizzò la questione, spiegando che la sceneggiatura era nata da molti libri e documentari sulla guerra bosniaca, ma non da quello di Knežević, che non aveva mai letto. In un'intervista, citò in particolare le opere dei giornalisti statunitensi Peter Maas e Tom Gjelten.

## Distribuzione
Negli Stati Uniti il film è stato distribuito dal 23 dicembre 2011 a cura della FilmDistrict. 
In Italia il film è uscito direttamente nel formato dvd e blu-ray dal 29 gennaio 2015 grazie alla Kotch Media.

## Accoglienza
La pellicola ricevette recensioni miste dalla critica cinematografica, ottenendo un punteggio di 5,7 su 10 sull'aggregatore di recensioni Rotten Tomatoes. Secondo la rivista Variety, che riservò commenti negativi anche per il cast artistico, il film rappresenta un «tentativo drammaticamente malriuscito di rinnovare la consapevolezza pubblica sul conflitto nei Balcani». Il debutto alla regia di Angelina Jolie fu invece gradito al New York Times, che apprezzò le interpretazioni dei due attori protagonisti, Goran Kostić e Zana Marjanović. Il The Hollywood Reporter definì convincente la scenografia, spiegando come l'ambientazione creata e gli eventi narrati siano credibili; mentre il Los Angeles Times descrisse il lavoro di Angelina Jolie come «impressionante e inatteso», anche se la trama presenta alcuni punti deboli, relativamente alla storia d'amore narrata che non sempre risulta convincente.

## Riconoscimenti
- 2012 - Golden Globe
  - Nomination Miglior film straniero
- 2011 - Producers Guild of America
  - Stanley Kramer Award
- 2011 - NAACP Image Awards
  - Miglior film straniero
  - Nomination Miglior regista ad Angelina Jolie
- 2011 - Sarajevo Film Festival
  - Menzione D'Onore